# Love & Life & Lie
Love & Life & Lie (chino simple: 遇见爱情的利先生, mandarín: Yu Jian Ai Qing De Li Xian Shen), es una serie de televisión china transmitida del 4 de enero del 2017 hasta el 26 de enero del 2017 por Zhejiang TV y CCTV-1/8.
La serie es una adaptación de la novela "Glass Slipper" de Zheng Yuan.

## Sinopsis
Liu Xintong es una joven positiva y optimista, que vive en un hogar pobre. Su vida era bastante ordinaria hasta que ocurre un accidente que la obliga a ella y a su madre a mudarse a la casa de Ji Baijun, un hombre rico hombre de negocios. Ahí, conoce a Li Yaonan, de quien poco a poco comienza a enamorarse y a dos hermanos: la arrogante y mimada Ji Zhizhen y al atractivo y gentil Ji Zhenyu, quienes juegan un papel importante en su nueva vida.
Xintong se encontrará con varios obstáculos que debe superar para finalmente estar junto a Yaonan, sus amigos y descubrir la verdad sobre su nacimiento.

## Reparto

### Personajes principales
| Actor                | Personaje   | Nº de episodios | Notas |
| -------------------- | ----------- | --------------- | ----- |
| Chen Xiao Chen Jerry | Li Yaonan   | 41              |       |
| Zhou Dongyu          | Liu Xintong | 41              |       |

### Personajes secundarios
| Actor                    | Personaje    | Nº de episodios | Notas                         |
| ------------------------ | ------------ | --------------- | ----------------------------- |
| Jinghui Jia (Jia Marc)   | Ji Zhenyu    | 41              |                               |
| Ye Qing (Julia Ye)       | Ji Zhizhen   | 41              |                               |
| Xiao Han (Xiao Jenny)    | Wu Yue       | 41              | Es la sobrina de Wu Chunying. |
| Merxat Yalkun (Mi Re)    | Ouyang Che   | -               |                               |
| Liu Xue Hua (Leanne Liu) | Xu Fengming  | -               |                               |
| Mao Lin Lin (Nikita Mao) | Qi Shan Shan | -               |                               |
| Wang Yanlin              | Pei Jiaqi    | -               |                               |
| Fu Rou Mei Qi            | Xiao Lan     | -               |                               |

### Otros personajes
| Actor          | Personaje      | Nº de episodios | Notas                     |
| -------------- | -------------- | --------------- | ------------------------- |
| Yu Xiao Chen   | Li Chengjun    | -               |                           |
| Feng Da Lu     | Ji Baijun      | -               |                           |
| Huang Li Ya    | Wu Chunying    | -               |                           |
| Ren Shan       | Li Jiasi       | -               |                           |
| Chen Xiao Ping | Pei Yini       | -               |                           |
| Ma Zeng Qin    | Bao Yi         | -               |                           |
| Li Cheng Yi    | Liang Yunqi    | -               |                           |
| Wang Xin Ke    | Doctor Li      | -               |                           |
| Cheng Hong     | John           | -               |                           |
| Wu Qian        | -              | -               | Es la madre de Li Yaonan. |
| Chen Xu Ming   | -              | -               | Es el padre de Pei Yini.  |
| Yan Feng       | Wu Chunshui    | -               |                           |
| Ru Tian        | Zhou Yulan     | -               |                           |
| Luo Zhou Hong  | Zhao Yi        | -               |                           |
| Leng Hai Ming  | Liu Lie        | -               |                           |
| Lu Kai         | Supervisor Guo | -               |                           |
| Xie Shuai      | Tim            | -               |                           |

## Episodios
La serie estuvo conformada por 41 episodios, los cuales fueron emitidos dos episodios, todos los domingos a viernes a las 19:30.

## Producción
La serie también fue conocida como "Glass Slipper".
Dirigida por Chen Ming Zhang, escrita por Zhu Ming (祝明) y producida por Liu Yan Ming (刘燕铭).